# Saint-Thomé
Saint-Thomé – miejscowość i gmina we Francji, w regionie Owernia-Rodan-Alpy, w departamencie Ardèche.
Według danych na rok 1990 gminę zamieszkiwało 285 osób, a gęstość zaludnienia wynosiła 15 osób/km² (wśród 2880 gmin regionu Rodan-Alpy Saint-Thomé plasuje się na 1344. miejscu pod względem liczby ludności, natomiast pod względem powierzchni na miejscu 544.).

## Populacja

Populacja Saint-Thomé w latach 1962-2008